# Поверстное
Поверстное — село в Приволжском районе Ивановской области, входит в состав Новского сельского поселения.

## История
В 1981 году Указом Президиума Верховного Совета РСФСР посёлок торфопредприятия Яковлевского льнокомбината переименован в Поверстное.

## География
Вондога расположена в северной части Ивановской области, в лесной болотистой местности, вблизи канала Волга — Уводь.

## Население
| 2010 |
| ---- |
| 198  |

## Инфраструктура
Действовало торфопредприятие Яковлевского льнокомбината.

## Транспорт
Просёлочные дороги.